# Orthocaulis atlanticus
Orthocaulis atlanticus är en bladmossart som först beskrevs av Baard Bastian Larsen Kaalaas och som fick sitt nu gällande namn av Hans Robert Viktor Buch.
Orthocaulis atlanticus ingår i släktet Orthocaulis och familjen Anastrophyllaceae. Inga underarter finns listade i Catalogue of Life.